# Chile en la Copa América 2019
La selección de Chile fue uno de los 12 equipos participantes en la Copa América 2019. Dicho torneo se desarrolló en Brasil, entre el 14 de junio hasta el 7 de julio de 2019. Es la trigésima novena participación de Chile. El sorteo de la Copa América, realizado el 24 de enero en la ciudad de Río de Janeiro, determinó que La Roja conforme el grupo C junto a Ecuador, Japón y Uruguay.

## Amistosos previos
| Fecha                    | Lugar     | Instancia |                |                           | Resultado |                       |            |
| ------------------------ | --------- | --------- | -------------- | ------------------------- | --------- | --------------------- | ---------- |
| 24 de marzo de 2018      | Estocolmo | Amistoso  | Suecia         | Bandera de Suecia         | 1:2 (1:1) | Bandera de Chile      | Chile      |
| 27 de marzo de 2018      | Aalborg   | Amistoso  | Dinamarca      | Bandera de Dinamarca      | 0:0       | Bandera de Chile      | Chile      |
| 31 de mayo de 2018       | Graz      | Amistoso  | Rumania        | Bandera de Rumania        | 3:2 (1:1) | Bandera de Chile      | Chile      |
| 4 de junio de 2018       | Graz      | Amistoso  | Serbia         | Bandera de Serbia         | 0:1 (0:0) | Bandera de Chile      | Chile      |
| 8 de junio de 2018       | Poznan    | Amistoso  | Polonia        | Bandera de Polonia        | 2:2 (2:1) | Bandera de Chile      | Chile      |
| 11 de septiembre de 2018 | Suwon     | Amistoso  | Corea del Sur  | Bandera de Corea del Sur  | 0:0       | Bandera de Chile      | Chile      |
| 12 de octubre de 2018    | Miami     | Amistoso  | Perú           | Bandera de Perú           | 3:0 (0:0) | Bandera de Chile      | Chile      |
| 16 de octubre de 2018    | Querétaro | Amistoso  | México         | Bandera de México         | 0:1 (0:0) | Bandera de Chile      | Chile      |
| 16 de noviembre de 2018  | Rancagua  | Amistoso  | Chile          | Bandera de Chile          | 2:3 (0:1) | Bandera de Costa Rica | Costa Rica |
| 20 de noviembre de 2018  | Temuco    | Amistoso  | Chile          | Bandera de Chile          | 4:1 (2:1) | Bandera de Honduras   | Honduras   |
| 22 de marzo de 2019      | San Diego | Amistoso  | México         | Bandera de México         | 3:1 (0:0) | Bandera de Chile      | Chile      |
| 26 de marzo de 2019      | Houston   | Amistoso  | Estados Unidos | Bandera de Estados Unidos | 1:1 (1:1) | Bandera de Chile      | Chile      |
| 6 de junio de 2018       | La Serena | Amistoso  | Chile          | Bandera de Chile          | 2:1 (0:1) | Bandera de Haití      | Haití      |

| 24 de marzo de 2018 | Suecia       | 1:2 (1:1) | Chile                   | Friends Arena, Estocolmo                                   |                                                            |
|                     | Toivonen 23' | Reporte   | Vidal 22' · Bolados 90' | Asistencia: 67 000 espectadores Árbitro(s): Anthony Taylor | Asistencia: 67 000 espectadores Árbitro(s): Anthony Taylor |

| 27 de marzo de 2018 | Dinamarca | 0:0     | Chile | Lockhart Stadium, Aalborg                               |                                                         |
|                     |           | Reporte |       | Asistencia: 15 000 espectadores Árbitro(s): John Beaton | Asistencia: 15 000 espectadores Árbitro(s): John Beaton |

| 31 de mayo de 2018 | Rumania                              | 3:2 (1:1) | Chile                   | Sportzentrum Graz-Weinzödl, Graz                            |                                                             |
|                    | Stanciu 13' · Deac 66' · Budescu 84' | Reporte   | Maripán 32' · Reyes 52' | Asistencia: 6 000 espectadores Árbitro(s): Cristopher Jäger | Asistencia: 6 000 espectadores Árbitro(s): Cristopher Jäger |

| 4 de junio de 2018 | Serbia | 0:1 (0:0) | Chile       | UPC-Arena, Graz                                             |                                                             |
|                    |        | Reporte   | Maripán 88' | Asistencia: 2 000 espectadores Árbitro(s): Alexander Harkam | Asistencia: 2 000 espectadores Árbitro(s): Alexander Harkam |

| 8 de junio de 2018 | Polonia                         | 2:2 (2:1) | Chile                     | INEA Stadion, Poznan                                        |                                                             |
|                    | Lewandowski 30' · Zielinski 34' | Reporte   | Valdés 38' · Albornoz 56' | Asistencia: 41 216 espectadores Árbitro(s): Paolo Mazzoleni | Asistencia: 41 216 espectadores Árbitro(s): Paolo Mazzoleni |

| 11 de septiembre de 2018 | Corea del Sur | 0:0     | Chile | Estadio Mundialista de Suwon, Suwon                    |                                                        |
|                          |               | Reporte |       | Asistencia: 40 000 espectadores Árbitro(s): Ryuji Sato | Asistencia: 40 000 espectadores Árbitro(s): Ryuji Sato |

| 12 de octubre de 2018 | Perú                      | 3:0 (0:0) | Chile | Hard Rock Stadium, Miami                                       |                                                                |
|                       | Roco 64' · Aquino 75' 86' | Reporte   |       | Asistencia: 34 016 espectadores Árbitro(s): Armando Villarreal | Asistencia: 34 016 espectadores Árbitro(s): Armando Villarreal |

| 16 de octubre de 2018 | México | 0:1 (0:0) | Chile        | Estadio Corregidora, Querétaro                           |                                                          |
|                       |        | Reporte   | Castillo 89' | Asistencia: 33 000 espectadores Árbitro(s): Joel Aguilar | Asistencia: 33 000 espectadores Árbitro(s): Joel Aguilar |

| 16 de noviembre de 2018 | Chile                   | 2:3 (0:1) | Costa Rica                     | Estadio El Teniente, Rancagua                              |                                                            |
|                         | Vegas 70' · Sánchez 90' | Reporte   | Waston 36' 59' · Matarrita 64' | Asistencia: 15 000 espectadores Árbitro(s): Germán Delfino | Asistencia: 15 000 espectadores Árbitro(s): Germán Delfino |

| 20 de noviembre de 2018 | Chile                                     | 4:1 (2:1) | Honduras  | Estadio Germán Becker, Temuco                                |                                                              |
|                         | Vidal 8' 35' · Sánchez 61' · Castillo 84' | Reporte   | López 40' | Asistencia: 17 000 espectadores Árbitro(s): Michael Espinoza | Asistencia: 17 000 espectadores Árbitro(s): Michael Espinoza |

| 22 de marzo de 2019 | México                                | 3:1 (0:0) | Chile        | SDCCU Stadium, San Diego                              |                                                       |
|                     | Jiménez 52' · Moreno 64' · Lozano 65' | Reporte   | Castillo 69' | Asistencia: 34 016 espectadores Árbitro(s): Ted Unkel | Asistencia: 34 016 espectadores Árbitro(s): Ted Unkel |

| 26 de marzo de 2019 | Estados Unidos | 1:1 (1:1) | Chile       | BBVA Compass Stadium, Houston                                |                                                              |
|                     | C. Pulisic 4'  | Reporte   | Ó. Opazo 9' | Asistencia: 20 016 espectadores Árbitro(s): Daneon Parchment | Asistencia: 20 016 espectadores Árbitro(s): Daneon Parchment |

| 6 de junio de 2019 | Chile                       | 2:1 (0:1) | Haití       | Estadio La Portada, La Serena   |                                 |
|                    | Vargas 69' · Fuenzalida 71' | Reporte   | Pierrot 26' | Asistencia: 12 700 espectadores | Asistencia: 12 700 espectadores |

### Goleadores
Los goleadores de la Selección Chilena durante los amistosos previos, fueron los jugadores Arturo Vidal y Nicolás Castillo con 3 tantos.
| Jugador               | Goles marcados | PJ | Asistencias |
| --------------------- | -------------- | -- | ----------- |
| Arturo Vidal          | 3              | 10 | 0           |
| Nicolás Castillo      | 3              | 10 | 1           |
| Alexis Sánchez        | 2              | 5  | 0           |
| Guillermo Maripán     | 2              | 13 | 0           |
| José Pedro Fuenzalida | 1              | 1  | 0           |
| Eduardo Vargas        | 1              | 2  | 0           |
| Marcos Bolados        | 1              | 3  | 0           |
| Óscar Opazo           | 1              | 6  | 0           |
| Miiko Albornoz        | 1              | 5  | 0           |
| Sebastián Vegas       | 1              | 5  | 0           |
| Lorenzo Reyes         | 1              | 6  | 0           |
| Diego Valdés          | 1              | 10 | 1           |
| Martín Rodríguez      | 0              | 4  | 1           |
| Erick Pulgar          | 0              | 9  | 2           |
| Mauricio Isla         | 0              | 9  | 1           |
| Ángelo Sagal          | 0              | 10 | 1           |

## Plantel
| No.   | Pos.           | Jugador               | Fecha de nacimiento (edad)         | Apa.           | Goles          | Club                        |
| ----- | -------------- | --------------------- | ---------------------------------- | -------------- | -------------- | --------------------------- |
| 1     | POR            | Gabriel Arias         | 13 de septiembre de 1987 (31 años) | 9              | 0              | Racing Club                 |
| 2     | DEF            | Igor Lichnovsky       | 7 de marzo de 1994 (25 años)       | 6              | 0              | Cruz Azul                   |
| 3     | DEF            | Guillermo Maripán     | 6 de mayo de 1994 (25 años)        | 18             | 2              | Deportivo Alavés            |
| 4     | DEF            | Mauricio Isla         | 12 de junio de 1988 (31 años)      | 105            | 4              | Fenerbahce                  |
| 5     | DEF            | Paulo Díaz            | 25 de agosto de 1994 (24 años)     | 18             | 0              | Al-Ahli Saudi               |
| 6     | DEL            | José Pedro Fuenzalida | 22 de febrero de 1985 (34 años)    | 50             | 5              | Universidad Católica        |
| 7     | DEL            | Alexis Sánchez        | 19 de diciembre de 1988 (30 años)  | 127            | 43             | Manchester United           |
| 8     | MED            | Arturo Vidal          | 22 de mayo de 1987 (32 años)       | 108            | 26             | FC Barcelona                |
| 9     | DEL            | Nicolás Castillo      | 14 de febrero de 1993 (26 años)    | 22             | 4              | América                     |
| 10    | MED            | Diego Valdés          | 30 de enero de 1994 (25 años)      | 8              | 1              | Santos Laguna               |
| 11    | DEL            | Eduardo Vargas        | 20 de noviembre de 1989 (29 años)  | 86             | 38             | Tigres UANL                 |
| 12    | POR            | Brayan Cortés         | 11 de marzo de 1995 (24 años)      | 3              | 0              | Colo-Colo                   |
| 13    | MED            | Erick Pulgar          | 15 de enero de 1994 (25 años)      | 19             | 1              | Bologna                     |
| 14    | MED            | Esteban Pavez         | 1 de mayo de 1990 (29 años)        | 5              | 0              | Colo-Colo                   |
| 15    | DEF            | Jean Beausejour       | 1 de junio de 1984 (35 años)       | 103            | 6              | Universidad de Chile        |
| 16    | MED            | Pedro Pablo Hernández | 24 de octubre de 1986 (32 años)    | 29             | 3              | Independiente de Avellaneda |
| 17    | DEF            | Gary Medel            | 3 de agosto de 1987 (31 años)      | 122            | 7              | Besiktas                    |
| 18    | DEF            | Gonzalo Jara          | 29 de agosto de 1985 (33 años)     | 112            | 3              | Estudiantes de La Plata     |
| 19    | DEL            | Junior Fernandes      | 10 de abril de 1988 (31 años)      | 17             | 0              | Alanyaspor                  |
| 20    | MED            | Charles Aránguiz      | 17 de abril de 1989 (30 años)      | 73             | 7              | Bayer 04 Leverkusen         |
| 21    | DEF            | Óscar Opazo           | 18 de octubre de 1990 (28 años)    | 9              | 1              | Colo-Colo                   |
| 22    | DEL            | Ángelo Sagal          | 18 de abril de 1993 (26 años)      | 13             | 2              | Pachuca                     |
| 23    | POR            | Yerko Urra            | 2 de octubre de 1996 (22 años)     | 0              | 0              | Huachipato                  |
| D. T. | Reinaldo Rueda | Reinaldo Rueda        | Reinaldo Rueda                     | Reinaldo Rueda | Reinaldo Rueda | Reinaldo Rueda              |

Los siguientes jugadores no formaron parte de la nómina definitiva de 23 pero fueron incluidos en la lista provisional de 40 jugadores que la Federación de Fútbol de Chile (FFCh) envió a la Conmebol, pero que no se hizo pública. El jugador Edson Puch estaba nominado, sin embargo tras su lesión después del partido entre su club Universidad Católica y Independiente del Valle el 23 de mayo, se borró de la nómina e ingresó el jugador Ángelo Sagal. Sin embargo se revelaron los siguientes nombres:
| Nombre            | Posición       | Edad | PJ Sel | G | Club                  |
| ----------------- | -------------- | ---- | ------ | - | --------------------- |
| Claudio Bravo     | Portero        | 36   | 119    | 0 | Manchester City F. C. |
| Fernando de Paul  | Portero        | 28   | 1      | 0 | Universidad de Chile  |
| Benjamín Kuscevic | Defensa        | 23   | 1      | 0 | Universidad Católica  |
| Jorge Valdivia    | Centrocampista | 35   | 79     | 7 | Colo-Colo             |
| Edson Puch        | Delantero      | 33   | 20     | 2 | Universidad Católica  |

## Participación

### Partidos
| Fecha       | Lugar          | Instancia                    |           |                      | Resultado    |                    |         |
| ----------- | -------------- | ---------------------------- | --------- | -------------------- | ------------ | ------------------ | ------- |
| 17 de junio | Sao Paulo      | Fase de grupos               | Japón     | Bandera de Japón     | 0:4 (0:1)    | Bandera de Chile   | Chile   |
| 21 de junio | Salvador       | Fase de grupos               | Ecuador   | Bandera de Ecuador   | 1:2 (1:1)    | Bandera de Chile   | Chile   |
| 24 de junio | Río de Janeiro | Fase de grupos               | Chile     | Bandera de Chile     | 0:1 (0:0)    | Bandera de Uruguay | Uruguay |
| 28 de junio | Sao Paulo      | Cuartos de final             | Colombia  | Bandera de Colombia  | 0:0 (4:5 p.) | Bandera de Chile   | Chile   |
| 3 de julio  | Porto Alegre   | Semifinales                  | Chile     | Bandera de Chile     | 0:3 (0:2)    | Bandera de Perú    | Perú    |
| 6 de julio  | Sao Paulo      | Definición del tercer puesto | Argentina | Bandera de Argentina | 2:1 (2:0)    | Bandera de Chile   | Chile   |

### Primera fase - Grupo C
| Selección | Pts | PJ | PG | PE | PP | GF | GC | Dif |
| --------- | --- | -- | -- | -- | -- | -- | -- | --- |
| Uruguay   | 7   | 3  | 2  | 1  | 0  | 7  | 2  | 5   |
| Chile     | 6   | 3  | 2  | 0  | 1  | 6  | 2  | 4   |
| Japón     | 2   | 3  | 0  | 2  | 1  | 3  | 7  | –4  |
| Ecuador   | 1   | 3  | 0  | 1  | 2  | 2  | 5  | –5  |

#### Japón vs Chile
| 17 de junio de 2019, 20:00 | Japón | 0:4 (0:1) | Chile                                                          | Estadio Morumbi, São Paulo                                      |                                                                 |
|                            |       | Reporte   | Erick Pulgar 40' · Eduardo Vargas 53' 82' · Alexis Sánchez 81' | Asistencia: 23 253 espectadores Árbitro(s): Mario Díaz de Vivar | Asistencia: 23 253 espectadores Árbitro(s): Mario Díaz de Vivar |

| 23         | Guardameta     | Keisuke Osako     |     |
| 5          | Defensa        | Naomichi Ueda     |     |
| 17         | Defensa        | Takehiro Tomiyasu |     |
| 14         | Defensa        | Teruki Hara       |     |
| 2          | Defensa        | Daiki Sugioka     |     |
| 7          | Centrocampista | Gaku Shibasaki    |     |
| 3          | Centrocampista | Yūta Nakayama     |     |
| 9          | Centrocampista | Daizen Maeda      | 66' |
| 10         | Centrocampista | Shoya Nakajima    | 66' |
| 21         | Delantero      | Takefusa Kubo     |     |
| 13         | Delantero      | Ayase Ueda        | 79' |
| Entrenador | Entrenador     | Hajime Moriyasu   |     |

| 1          | Guardameta     | Gabriel Arias         |     |
| 4          | Defensa        | Mauricio Isla         |     |
| 17         | Defensa        | Gary Medel            |     |
| 3          | Defensa        | Guillermo Maripán     |     |
| 15         | Defensa        | Jean Beausejour       |     |
| 20         | Centrocampista | Charles Aránguiz      |     |
| 13         | Centrocampista | Erick Pulgar          |     |
| 8          | Centrocampista | Arturo Vidal          | 78' |
| 6          | Delantero      | José Pedro Fuenzalida | 80' |
| 7          | Delantero      | Alexis Sánchez        | 87' |
| 11         | Delantero      | Eduardo Vargas        |     |
| Entrenador | Entrenador     | Reinaldo Rueda        |     |

| 20 | Centrocampista | Hiroki Abe     | 66' |
| 11 | Centrocampista | Kōji Miyoshi   | 66' |
| 18 | Delantero      | Shinji Okazaki | 79' |

| 16 | Centrocampista | Pedro Pablo Hernández | 78' |
| 21 | Defensa        | Óscar Opazo           | 80' |
| 19 | Delantero      | Junior Fernandes      | 87' |

| Anotado | 41' | Erick Pulgar   | 0-1 |
| Anotado | 54' | Eduardo Vargas | 0-2 |
| Anotado | 82' | Alexis Sánchez | 0-3 |
| Anotado | 83' | Eduardo Vargas | 0-4 |

| Amonestado | 18' | Teruki Hara   |
| Amonestado | 20' | Yūta Nakayama |

| Amonestado | 90+1' | Óscar Opazo |

| Árbitro             | Mario Díaz de Vivar |
| Árbitros asistentes | Eduardo Cardozo     |
| Árbitros asistentes | Darío Gaona         |
| Cuarto árbitro      | Arnaldo Samaniego   |
| VAR                 | Jesús Valenzuela    |
| Asistentes VAR      | Gery Vargas         |
| Asistentes VAR      | Wilmar Navarro      |

| 23         | Guardameta     | Keisuke Osako     |     |
| 5          | Defensa        | Naomichi Ueda     |     |
| 17         | Defensa        | Takehiro Tomiyasu |     |
| 14         | Defensa        | Teruki Hara       |     |
| 2          | Defensa        | Daiki Sugioka     |     |
| 7          | Centrocampista | Gaku Shibasaki    |     |
| 3          | Centrocampista | Yūta Nakayama     |     |
| 9          | Centrocampista | Daizen Maeda      | 66' |
| 10         | Centrocampista | Shoya Nakajima    | 66' |
| 21         | Delantero      | Takefusa Kubo     |     |
| 13         | Delantero      | Ayase Ueda        | 79' |
| Entrenador | Entrenador     | Hajime Moriyasu   |     |

| 1          | Guardameta     | Gabriel Arias         |     |
| 4          | Defensa        | Mauricio Isla         |     |
| 17         | Defensa        | Gary Medel            |     |
| 3          | Defensa        | Guillermo Maripán     |     |
| 15         | Defensa        | Jean Beausejour       |     |
| 20         | Centrocampista | Charles Aránguiz      |     |
| 13         | Centrocampista | Erick Pulgar          |     |
| 8          | Centrocampista | Arturo Vidal          | 78' |
| 6          | Delantero      | José Pedro Fuenzalida | 80' |
| 7          | Delantero      | Alexis Sánchez        | 87' |
| 11         | Delantero      | Eduardo Vargas        |     |
| Entrenador | Entrenador     | Reinaldo Rueda        |     |

| 20 | Centrocampista | Hiroki Abe     | 66' |
| 11 | Centrocampista | Kōji Miyoshi   | 66' |
| 18 | Delantero      | Shinji Okazaki | 79' |

| 16 | Centrocampista | Pedro Pablo Hernández | 78' |
| 21 | Defensa        | Óscar Opazo           | 80' |
| 19 | Delantero      | Junior Fernandes      | 87' |

| Anotado | 41' | Erick Pulgar   | 0-1 |
| Anotado | 54' | Eduardo Vargas | 0-2 |
| Anotado | 82' | Alexis Sánchez | 0-3 |
| Anotado | 83' | Eduardo Vargas | 0-4 |

| Amonestado | 18' | Teruki Hara   |
| Amonestado | 20' | Yūta Nakayama |

| Amonestado | 90+1' | Óscar Opazo |

| Árbitro             | Mario Díaz de Vivar |
| Árbitros asistentes | Eduardo Cardozo     |
| Árbitros asistentes | Darío Gaona         |
| Cuarto árbitro      | Arnaldo Samaniego   |
| VAR                 | Jesús Valenzuela    |
| Asistentes VAR      | Gery Vargas         |
| Asistentes VAR      | Wilmar Navarro      |

| Estadísticas      | Bandera de Japón | Bandera de Chile |
| Tiros             | 13               | 15               |
| Tiros a puerta    | 3                | 7                |
| Faltas            | 16               | 15               |
| Saques de esquina | 8                | 7                |
| Penaltis          | 0                | 0                |
| Fueras de juego   | 0                | 1                |
| Posesión de balón | 44%              | 56%              |

#### Ecuador vs Chile
| 21 de junio de 2019, 20:00 | Ecuador            | 1:2 (1:1) | Chile                                         | Arena Fonte Nova, Salvador de Bahía                          |                                                              |
|                            | Enner Valencia 26' | Reporte   | José Pedro Fuenzalida 8' · Alexis Sánchez 51' | Asistencia: 14 727 espectadores Árbitro(s): Patricio Loustau | Asistencia: 14 727 espectadores Árbitro(s): Patricio Loustau |

| 22         | Guardameta     | Alexander Domínguez |     |
| 2          | Defensa        | Robert Arboleda     |     |
| 21         | Defensa        | Gabriel Achilier    |     |
| 6          | Defensa        | Cristian Ramírez    |     |
| 4          | Defensa        | Pedro Pablo Velasco |     |
| 23         | Centrocampista | Jhegson Méndez      | 60' |
| 18         | Centrocampista | Jefferson Orejuela  |     |
| 8          | Centrocampista | Carlos Gruezo       |     |
| 10         | Delantero      | Ángel Mena          | 82' |
| 11         | Delantero      | Romario Ibarra      | 69' |
| 13         | Delantero      | Enner Valencia      |     |
| Entrenador | Entrenador     | Hernán Darío Gómez  |     |

| 1          | Guardameta     | Gabriel Arias         |       |
| 4          | Defensa        | Mauricio Isla         |       |
| 17         | Defensa        | Gary Medel            |       |
| 3          | Defensa        | Guillermo Maripán     |       |
| 15         | Defensa        | Jean Beausejour       |       |
| 20         | Centrocampista | Charles Aránguiz      |       |
| 13         | Centrocampista | Erick Pulgar          |       |
| 8          | Centrocampista | Arturo Vidal          | 90+2' |
| 6          | Delantero      | José Pedro Fuenzalida | 70'   |
| 7          | Delantero      | Alexis Sánchez        |       |
| 11         | Delantero      | Eduardo Vargas        | 86'   |
| Entrenador | Entrenador     | Reinaldo Rueda        |       |

| 16 | Centrocampista | Antonio Valencia | 60' |
| 9  | Delantero      | Carlos Garcés    | 69' |
| 11 | Delantero      | Ayrton Preciado  | 82' |

| 5  | Defensa        | Paulo Díaz            | 70'   |
| 16 | Centrocampista | Pedro Pablo Hernández | 86'   |
| 18 | Defensa        | Gonzalo Jara          | 90+2' |

| Anotado · Penal | 26' | Enner Valencia | 1-1 |

| Anotado | 8'  | José Pedro Fuenzalida | 0-1 |
| Anotado | 51' | Alexis Sánchez        | 1-2 |

| Amonestado | 3'    | Jhegson Méndez      |
| Amonestado | 34'   | Ángel Mena          |
| Amonestado | 78'   | Robert Arboleda     |
| Amonestado | 81'   | Carlos Gruezo       |
| Amonestado | 90+6' | Pedro Pablo Velasco |

| Amonestado | 44' | Gabriel Arias   |
| Amonestado | 52' | Jean Beausejour |
| Amonestado | 82' | Mauricio Isla   |
| Amonestado | 86' | Arturo Vidal    |

| Expulsado | 90' | Gabriel Achilier |

| Árbitro             | Patricio Loustau    |
| Árbitros asistentes | Juan Pablo Belatti  |
| Árbitros asistentes | Ezequiel Brailovsky |
| Cuarto árbitro      | Jesús Valenzuela    |
| VAR                 | Wilmar Roldán       |
| Asistentes VAR      | Mario Díaz de Vivar |
| Asistentes VAR      | John León           |

| 22         | Guardameta     | Alexander Domínguez |     |
| 2          | Defensa        | Robert Arboleda     |     |
| 21         | Defensa        | Gabriel Achilier    |     |
| 6          | Defensa        | Cristian Ramírez    |     |
| 4          | Defensa        | Pedro Pablo Velasco |     |
| 23         | Centrocampista | Jhegson Méndez      | 60' |
| 18         | Centrocampista | Jefferson Orejuela  |     |
| 8          | Centrocampista | Carlos Gruezo       |     |
| 10         | Delantero      | Ángel Mena          | 82' |
| 11         | Delantero      | Romario Ibarra      | 69' |
| 13         | Delantero      | Enner Valencia      |     |
| Entrenador | Entrenador     | Hernán Darío Gómez  |     |

| 1          | Guardameta     | Gabriel Arias         |       |
| 4          | Defensa        | Mauricio Isla         |       |
| 17         | Defensa        | Gary Medel            |       |
| 3          | Defensa        | Guillermo Maripán     |       |
| 15         | Defensa        | Jean Beausejour       |       |
| 20         | Centrocampista | Charles Aránguiz      |       |
| 13         | Centrocampista | Erick Pulgar          |       |
| 8          | Centrocampista | Arturo Vidal          | 90+2' |
| 6          | Delantero      | José Pedro Fuenzalida | 70'   |
| 7          | Delantero      | Alexis Sánchez        |       |
| 11         | Delantero      | Eduardo Vargas        | 86'   |
| Entrenador | Entrenador     | Reinaldo Rueda        |       |

| 16 | Centrocampista | Antonio Valencia | 60' |
| 9  | Delantero      | Carlos Garcés    | 69' |
| 11 | Delantero      | Ayrton Preciado  | 82' |

| 5  | Defensa        | Paulo Díaz            | 70'   |
| 16 | Centrocampista | Pedro Pablo Hernández | 86'   |
| 18 | Defensa        | Gonzalo Jara          | 90+2' |

| Anotado · Penal | 26' | Enner Valencia | 1-1 |

| Anotado | 8'  | José Pedro Fuenzalida | 0-1 |
| Anotado | 51' | Alexis Sánchez        | 1-2 |

| Amonestado | 3'    | Jhegson Méndez      |
| Amonestado | 34'   | Ángel Mena          |
| Amonestado | 78'   | Robert Arboleda     |
| Amonestado | 81'   | Carlos Gruezo       |
| Amonestado | 90+6' | Pedro Pablo Velasco |

| Amonestado | 44' | Gabriel Arias   |
| Amonestado | 52' | Jean Beausejour |
| Amonestado | 82' | Mauricio Isla   |
| Amonestado | 86' | Arturo Vidal    |

| Expulsado | 90' | Gabriel Achilier |

| Árbitro             | Patricio Loustau    |
| Árbitros asistentes | Juan Pablo Belatti  |
| Árbitros asistentes | Ezequiel Brailovsky |
| Cuarto árbitro      | Jesús Valenzuela    |
| VAR                 | Wilmar Roldán       |
| Asistentes VAR      | Mario Díaz de Vivar |
| Asistentes VAR      | John León           |

| Estadísticas      | Bandera de Ecuador | Bandera de Chile |
| Tiros             | 7                  | 10               |
| Tiros a puerta    | 2                  | 3                |
| Faltas            | 22                 | 22               |
| Saques de esquina | 3                  | 5                |
| Penaltis          | 1                  | 0                |
| Fueras de juego   | 0                  | 1                |
| Posesión de balón | 54%                | 46%              |

#### Chile vs Uruguay
| 24 de junio de 2019, 20:00 | Chile | 0:1 (0:0) | Uruguay            | Estadio Maracanã, Río de Janeiro                          |                                                           |
|                            |       | Reporte   | Edinson Cavani 82' | Asistencia: 57 442 espectadores Árbitro(s): Raphael Claus | Asistencia: 57 442 espectadores Árbitro(s): Raphael Claus |

| 1          | Guardameta     | Gabriel Arias         |     |
| 18         | Defensa        | Gonzalo Jara          | 90' |
| 17         | Defensa        | Gary Medel            | 55' |
| 3          | Defensa        | Guillermo Maripán     |     |
| 5          | Defensa        | Paulo Díaz            |     |
| 13         | Centrocampista | Erick Pulgar          |     |
| 21         | Centrocampista | Óscar Opazo           |     |
| 20         | Centrocampista | Charles Aránguiz      |     |
| 16         | Centrocampista | Pedro Pablo Hernández |     |
| 7          | Delantero      | Alexis Sánchez        |     |
| 11         | Delantero      | Eduardo Vargas        | 77' |
| Entrenador | Entrenador     | Reinaldo Rueda        |     |

| 1          | Guardameta     | Fernando Muslera       |       |
| 2          | Defensa        | José María Giménez     |       |
| 3          | Defensa        | Diego Godín            |       |
| 22         | Defensa        | Martín Cáceres         |       |
| 4          | Defensa        | Giovanni González      |       |
| 15         | Centrocampista | Federico Valverde      | 90+2' |
| 6          | Centrocampista | Rodrigo Betancur       |       |
| 7          | Centrocampista | Nicolás Lodeiro        | 45'   |
| 10         | Centrocampista | Giorgian De Arrascaeta | 76'   |
| 9          | Delantero      | Luis Suárez            |       |
| 21         | Delantero      | Edinson Cavani         |       |
| Entrenador | Entrenador     | Óscar Tabárez          |       |

| 2  | Defensa   | Igor Lichnovsky  | 55' |
| 19 | Delantero | Junior Fernandes | 77' |
| 9  | Delantero | Nicolás Castillo | 90' |

| 8  | Centrocampista | Nahitan Nández     | 45'   |
| 20 | Delantero      | Jonathan Rodríguez | 76'   |
| 19 | Delantero      | Sebastián Coates   | 90+2' |

| Anotado | 82' | Edinson Cavani | 0-1 |

| Amonestado | 70' | Giovanni González |

| Árbitro             | Raphael Claus       |
| Árbitros asistentes | Marcelo Van Gasse   |
| Árbitros asistentes | Kléber Lúcio Gil    |
| Cuarto Árbitro      | Mario Díaz de Vivar |
| VAR                 | Wilton Sampaio      |
| Asistentes VAR      | Arnaldo Samaniego   |
| Asistentes VAR      | Ezequiel Brailovsky |

| 1          | Guardameta     | Gabriel Arias         |     |
| 18         | Defensa        | Gonzalo Jara          | 90' |
| 17         | Defensa        | Gary Medel            | 55' |
| 3          | Defensa        | Guillermo Maripán     |     |
| 5          | Defensa        | Paulo Díaz            |     |
| 13         | Centrocampista | Erick Pulgar          |     |
| 21         | Centrocampista | Óscar Opazo           |     |
| 20         | Centrocampista | Charles Aránguiz      |     |
| 16         | Centrocampista | Pedro Pablo Hernández |     |
| 7          | Delantero      | Alexis Sánchez        |     |
| 11         | Delantero      | Eduardo Vargas        | 77' |
| Entrenador | Entrenador     | Reinaldo Rueda        |     |

| 1          | Guardameta     | Fernando Muslera       |       |
| 2          | Defensa        | José María Giménez     |       |
| 3          | Defensa        | Diego Godín            |       |
| 22         | Defensa        | Martín Cáceres         |       |
| 4          | Defensa        | Giovanni González      |       |
| 15         | Centrocampista | Federico Valverde      | 90+2' |
| 6          | Centrocampista | Rodrigo Betancur       |       |
| 7          | Centrocampista | Nicolás Lodeiro        | 45'   |
| 10         | Centrocampista | Giorgian De Arrascaeta | 76'   |
| 9          | Delantero      | Luis Suárez            |       |
| 21         | Delantero      | Edinson Cavani         |       |
| Entrenador | Entrenador     | Óscar Tabárez          |       |

| 2  | Defensa   | Igor Lichnovsky  | 55' |
| 19 | Delantero | Junior Fernandes | 77' |
| 9  | Delantero | Nicolás Castillo | 90' |

| 8  | Centrocampista | Nahitan Nández     | 45'   |
| 20 | Delantero      | Jonathan Rodríguez | 76'   |
| 19 | Delantero      | Sebastián Coates   | 90+2' |

| Anotado | 82' | Edinson Cavani | 0-1 |

| Amonestado | 70' | Giovanni González |

| Árbitro             | Raphael Claus       |
| Árbitros asistentes | Marcelo Van Gasse   |
| Árbitros asistentes | Kléber Lúcio Gil    |
| Cuarto Árbitro      | Mario Díaz de Vivar |
| VAR                 | Wilton Sampaio      |
| Asistentes VAR      | Arnaldo Samaniego   |
| Asistentes VAR      | Ezequiel Brailovsky |

### Cuartos de final

#### Colombia vs Chile
| 28 de junio de 2019, 20:00 | Colombia                                                                                 | 0:0 (4:5 p.)               | Chile                                                                            | Arena Corinthians, São Paulo |                           |
|                            |                                                                                          | Reporte                    |                                                                                  | Árbitro(s): Néstor Pitana    | Árbitro(s): Néstor Pitana |
|                            |                                                                                          | Tiros desde el punto penal |                                                                                  |                              |                           |
|                            | James Rodríguez · Edwin Cardona · Juan Guillermo Cuadrado · Yerry Mina · William Tesillo |                            | Arturo Vidal · Eduardo Vargas · Erick Pulgar · Charles Aránguiz · Alexis Sánchez |                              |                           |

| 1          | Guardameta     | David Ospina            |     |
| 3          | Defensa        | Stefan Medina           |     |
| 13         | Defensa        | Yerry Mina              |     |
| 23         | Defensa        | Davinson Sánchez        |     |
| 6          | Defensa        | William Tesillo         |     |
| 11         | Centrocampista | Juan Guillermo Cuadrado |     |
| 5          | Centrocampista | Wilmar Barrios          |     |
| 15         | Centrocampista | Mateus Uribe            | 67' |
| 10         | Delantero      | James Rodríguez         |     |
| 9          | Delantero      | Radamel Falcao          | 77' |
| 20         | Delantero      | Roger Martínez          | 81' |
| Entrenador | Entrenador     | Carlos Queiroz          |     |

| 1          | Guardameta     | Gabriel Arias         |     |
| 4          | Defensa        | Mauricio Isla         |     |
| 17         | Defensa        | Gary Medel            |     |
| 3          | Defensa        | Guillermo Maripán     |     |
| 15         | Defensa        | Jean Beausejour       |     |
| 20         | Centrocampista | Charles Aránguiz      |     |
| 13         | Centrocampista | Erick Pulgar          |     |
| 8          | Centrocampista | Arturo Vidal          |     |
| 6          | Delantero      | José Pedro Fuenzalida | 74' |
| 7          | Delantero      | Alexis Sánchez        |     |
| 11         | Delantero      | Eduardo Vargas        |     |
| Entrenador | Entrenador     | Reinaldo Rueda        |     |

| 8  | Centrocampista | Edwin Cardona      | 67' |
| 7  | Delantero      | Duván Zapata       | 77' |
| 14 | Centrocampista | Luis Fernando Díaz | 81' |

| 14 | Centrocampista | Esteban Pavez | 74' |

| James Rodríguez         | Acierto de penal          | 1 : 0 |                  |                  |
|                         |                           | 1 : 1 | Acierto de penal | Arturo Vidal     |
|                         |                           |       |                  |                  |
| Edwin Cardona           | Acierto de penal          | 2 : 1 |                  |                  |
|                         |                           | 2 : 2 | Acierto de penal | Eduardo Vargas   |
| Juan Guillermo Cuadrado | Acierto de penal          | 3 : 2 |                  |                  |
|                         |                           | 3 : 3 | Acierto de penal | Erick Pulgar     |
| Yerry Mina              | Acierto de penal          | 4 : 3 |                  |                  |
|                         |                           | 4 : 4 | Acierto de penal | Charles Aránguiz |
| William Tesillo         | Fallo de penal (Desviado) | 4 : 4 |                  |                  |
|                         |                           | 4 : 5 | Acierto de penal | Alexis Sánchez   |

| Amonestado | 43' | Stefan Medina           |
| Amonestado | 69' | Juan Guillermo Cuadrado |
| Amonestado | 87  | James Rodríguez         |

| Amonestado | 7'  | Charles Aránguiz |
| Amonestado | 58' | Arturo Vidal     |

| Árbitro             | Néstor Pitana       |
| Árbitros asistentes | Hernan Maidana      |
| Árbitros asistentes | Juan Belatti        |
| Cuarto Árbitro      | Anderson Daronco    |
| VAR                 | Fernando Rapallini  |
| Asistentes VAR      | Gery Vargas         |
| Asistentes VAR      | Ezequiel Brailovsky |

| 1          | Guardameta     | David Ospina            |     |
| 3          | Defensa        | Stefan Medina           |     |
| 13         | Defensa        | Yerry Mina              |     |
| 23         | Defensa        | Davinson Sánchez        |     |
| 6          | Defensa        | William Tesillo         |     |
| 11         | Centrocampista | Juan Guillermo Cuadrado |     |
| 5          | Centrocampista | Wilmar Barrios          |     |
| 15         | Centrocampista | Mateus Uribe            | 67' |
| 10         | Delantero      | James Rodríguez         |     |
| 9          | Delantero      | Radamel Falcao          | 77' |
| 20         | Delantero      | Roger Martínez          | 81' |
| Entrenador | Entrenador     | Carlos Queiroz          |     |

| 1          | Guardameta     | Gabriel Arias         |     |
| 4          | Defensa        | Mauricio Isla         |     |
| 17         | Defensa        | Gary Medel            |     |
| 3          | Defensa        | Guillermo Maripán     |     |
| 15         | Defensa        | Jean Beausejour       |     |
| 20         | Centrocampista | Charles Aránguiz      |     |
| 13         | Centrocampista | Erick Pulgar          |     |
| 8          | Centrocampista | Arturo Vidal          |     |
| 6          | Delantero      | José Pedro Fuenzalida | 74' |
| 7          | Delantero      | Alexis Sánchez        |     |
| 11         | Delantero      | Eduardo Vargas        |     |
| Entrenador | Entrenador     | Reinaldo Rueda        |     |

| 8  | Centrocampista | Edwin Cardona      | 67' |
| 7  | Delantero      | Duván Zapata       | 77' |
| 14 | Centrocampista | Luis Fernando Díaz | 81' |

| 14 | Centrocampista | Esteban Pavez | 74' |

| James Rodríguez         | Acierto de penal          | 1 : 0 |                  |                  |
|                         |                           | 1 : 1 | Acierto de penal | Arturo Vidal     |
|                         |                           |       |                  |                  |
| Edwin Cardona           | Acierto de penal          | 2 : 1 |                  |                  |
|                         |                           | 2 : 2 | Acierto de penal | Eduardo Vargas   |
| Juan Guillermo Cuadrado | Acierto de penal          | 3 : 2 |                  |                  |
|                         |                           | 3 : 3 | Acierto de penal | Erick Pulgar     |
| Yerry Mina              | Acierto de penal          | 4 : 3 |                  |                  |
|                         |                           | 4 : 4 | Acierto de penal | Charles Aránguiz |
| William Tesillo         | Fallo de penal (Desviado) | 4 : 4 |                  |                  |
|                         |                           | 4 : 5 | Acierto de penal | Alexis Sánchez   |

| Amonestado | 43' | Stefan Medina           |
| Amonestado | 69' | Juan Guillermo Cuadrado |
| Amonestado | 87  | James Rodríguez         |

| Amonestado | 7'  | Charles Aránguiz |
| Amonestado | 58' | Arturo Vidal     |

| Árbitro             | Néstor Pitana       |
| Árbitros asistentes | Hernan Maidana      |
| Árbitros asistentes | Juan Belatti        |
| Cuarto Árbitro      | Anderson Daronco    |
| VAR                 | Fernando Rapallini  |
| Asistentes VAR      | Gery Vargas         |
| Asistentes VAR      | Ezequiel Brailovsky |

| Estadísticas      | Bandera de Colombia | Bandera de Chile |
| Tiros             | 6                   | 10               |
| Tiros a puerta    | 1                   | 2                |
| Faltas            | 19                  | 21               |
| Saques de esquina | 2                   | 6                |
| Penaltis          | 0                   | 0                |
| Fueras de juego   | 2                   | 3                |
| Posesión de balón | 41%                 | 59%              |

### Semifinal

#### Chile vs. Perú
| 3 de julio de 2019, 21:30 | Chile | 0:3 (0:2) | Perú                                                          | Arena do Grêmio, Porto Alegre                                               |                                                                             |
|                           |       | Reporte   | Edison Flores 21' · Yoshimar Yotún 38' · Paolo Guerrero 90+1' | Asistencia: 33 058 espectadores Árbitro(s): Wilmar Roldán VAR: Andrés Rojas | Asistencia: 33 058 espectadores Árbitro(s): Wilmar Roldán VAR: Andrés Rojas |

| 1          | Guardameta     | Gabriel Arias         |     |
| 4          | Defensa        | Mauricio Isla         |     |
| 3          | Defensa        | Guillermo Maripán     | 89' |
| 17         | Defensa        | Gary Medel            |     |
| 15         | Defensa        | Jean Beausejour       |     |
| 20         | Centrocampista | Charles Aránguiz      |     |
| 13         | Centrocampista | Erick Pulgar          |     |
| 8          | Centrocampista | Arturo Vidal          |     |
| 6          | Delantero      | José Pedro Fuenzalida | 45' |
| 7          | Delantero      | Alexis Sánchez        |     |
| 11         | Delantero      | Eduardo Vargas        |     |
| Entrenador | Entrenador     | Reinaldo Rueda        |     |

| 1          | Guardameta     | Pedro Gallese   |     |
| 2          | Defensa        | Luis Abram      |     |
| 6          | Defensa        | Miguel Trauco   |     |
| 15         | Defensa        | Carlos Zambrano |     |
| 17         | Defensa        | Luis Advíncula  |     |
| 8          | Centrocampista | Christian Cueva | 80' |
| 13         | Centrocampista | Renato Tapia    |     |
| 19         | Centrocampista | Yoshimar Yotún  |     |
| 20         | Centrocampista | Edison Flores   | 50' |
| 9          | Delantero      | Paolo Guerrero  |     |
| 18         | Delantero      | André Carrillo  | 71' |
| Entrenador | Entrenador     | Ricardo Gareca  |     |

| 22 | Delantero | Ángelo Sagal     | 45' |
| 9  | Delantero | Nicolás Castillo | 89' |

| 23 | Centrocampista | Christofer Gonzales | 50' |
| 14 | Delantero      | Andy Polo           | 71' |
| 7  | Centrocampista | Josepmir Ballón     | 80' |

| Anotado | 21'   | Edison Flores  | 0-1 |
| Anotado | 38'   | Yoshimar Yotún | 0-2 |
| Anotado | 90+1' | Paolo Guerrero | 0-3 |

| Amonestado | 74' | Erick Pulgar |
| Amonestado | 86' | Ángelo Sagal |

| Amonestado | 72' | Luis Advíncula |

| Árbitro             | Wilmar Roldán       |
| Árbitros asistentes | Alexander Guzmán    |
| Árbitros asistentes | Wilmar Navarro      |
| Cuarto Árbitro      | Mario Díaz de Vivar |
| VAR                 | Andrés Rojas        |
| Asistentes VAR      | Nicolás Gallo       |
| Asistentes VAR      | John León           |
| Observador VAR      | Martin Vásquez      |
| Asesor de Árbitros  | Ubaldo Aquino       |

| 1          | Guardameta     | Gabriel Arias         |     |
| 4          | Defensa        | Mauricio Isla         |     |
| 3          | Defensa        | Guillermo Maripán     | 89' |
| 17         | Defensa        | Gary Medel            |     |
| 15         | Defensa        | Jean Beausejour       |     |
| 20         | Centrocampista | Charles Aránguiz      |     |
| 13         | Centrocampista | Erick Pulgar          |     |
| 8          | Centrocampista | Arturo Vidal          |     |
| 6          | Delantero      | José Pedro Fuenzalida | 45' |
| 7          | Delantero      | Alexis Sánchez        |     |
| 11         | Delantero      | Eduardo Vargas        |     |
| Entrenador | Entrenador     | Reinaldo Rueda        |     |

| 1          | Guardameta     | Pedro Gallese   |     |
| 2          | Defensa        | Luis Abram      |     |
| 6          | Defensa        | Miguel Trauco   |     |
| 15         | Defensa        | Carlos Zambrano |     |
| 17         | Defensa        | Luis Advíncula  |     |
| 8          | Centrocampista | Christian Cueva | 80' |
| 13         | Centrocampista | Renato Tapia    |     |
| 19         | Centrocampista | Yoshimar Yotún  |     |
| 20         | Centrocampista | Edison Flores   | 50' |
| 9          | Delantero      | Paolo Guerrero  |     |
| 18         | Delantero      | André Carrillo  | 71' |
| Entrenador | Entrenador     | Ricardo Gareca  |     |

| 22 | Delantero | Ángelo Sagal     | 45' |
| 9  | Delantero | Nicolás Castillo | 89' |

| 23 | Centrocampista | Christofer Gonzales | 50' |
| 14 | Delantero      | Andy Polo           | 71' |
| 7  | Centrocampista | Josepmir Ballón     | 80' |

| Anotado | 21'   | Edison Flores  | 0-1 |
| Anotado | 38'   | Yoshimar Yotún | 0-2 |
| Anotado | 90+1' | Paolo Guerrero | 0-3 |

| Amonestado | 74' | Erick Pulgar |
| Amonestado | 86' | Ángelo Sagal |

| Amonestado | 72' | Luis Advíncula |

| Árbitro             | Wilmar Roldán       |
| Árbitros asistentes | Alexander Guzmán    |
| Árbitros asistentes | Wilmar Navarro      |
| Cuarto Árbitro      | Mario Díaz de Vivar |
| VAR                 | Andrés Rojas        |
| Asistentes VAR      | Nicolás Gallo       |
| Asistentes VAR      | John León           |
| Observador VAR      | Martin Vásquez      |
| Asesor de Árbitros  | Ubaldo Aquino       |

| Estadísticas      | Bandera de Chile | Bandera de Perú |
| Tiros             | 19               | 9               |
| Tiros a puerta    | 7                | 3               |
| Faltas            | 17               | 16              |
| Saques de esquina | 9                | 2               |
| Penaltis          | 1                | 0               |
| Fueras de juego   | 0                | 2               |
| Posesión de balón | 66%              | 34%             |

### Definición por el tercer puesto

#### Argentina vs. Chile
| 6 de julio de 2019, 16:00 | Argentina                            | 2:1 (2:0) | Chile                   | Arena Corinthians, São Paulo                                                    |                                                                                 |
|                           | Sergio Agüero 12' · Paulo Dybala 22' | Reporte   | Arturo Vidal 59' (pen.) | Asistencia: 44 269 espectadores Árbitro(s): Mario Díaz de Vivar VAR: Diego Haro | Asistencia: 44 269 espectadores Árbitro(s): Mario Díaz de Vivar VAR: Diego Haro |

| 1          | Guardameta     | Franco Armani      |     |
| 2          | Defensa        | Juan Foyth         |     |
| 3          | Defensa        | Nicolás Tagliafico |     |
| 6          | Defensa        | Germán Pezzella    |     |
| 17         | Defensa        | Nicolás Otamendi   |     |
| 5          | Centrocampista | Leandro Paredes    |     |
| 16         | Centrocampista | Rodrigo De Paul    |     |
| 20         | Centrocampista | Giovani Lo Celso   | 90' |
| 9          | Delantero      | Sergio Agüero      | 81' |
| 10         | Delantero      | Lionel Messi       |     |
| 21         | Delantero      | Paulo Dybala       | 67' |
| Entrenador | Entrenador     | Lionel Scaloni     |     |

| 1          | Guardameta     | Gabriel Arias    |     |
| 4          | Defensa        | Mauricio Isla    |     |
| 5          | Defensa        | Paulo Díaz       |     |
| 15         | Defensa        | Jean Beausejour  |     |
| 17         | Defensa        | Gary Medel       |     |
| 18         | Defensa        | Gonzalo Jara     | 50' |
| 8          | Centrocampista | Arturo Vidal     |     |
| 13         | Centrocampista | Erick Pulgar     |     |
| 20         | Centrocampista | Charles Aránguiz | 83' |
| 7          | Delantero      | Alexis Sánchez   | 17' |
| 11         | Delantero      | Eduardo Vargas   |     |
| Entrenador | Entrenador     | Reinaldo Rueda   |     |

| 11 | Centrocampista | Ángel Di María    | 67' |
| 19 | Delantero      | Matías Suárez     | 81' |
| 13 | Defensa        | Ramiro Funes Mori | 90' |

| 19 | Delantero | Junior Fernandes  | 17' |
| 3  | Defensa   | Guillermo Maripán | 50' |
| 9  | Delantero | Nicolás Castillo  | 83' |

| Anotado | 12' | Sergio Agüero | 1-0 |
| Anotado | 22' | Paulo Dybala  | 2-0 |

| Anotado · Penal | 59' | Arturo Vidal | 2-1 |

| Amonestado | 57'   | Germán Pezzella    |
| Amonestado | 63'   | Leandro Paredes    |
| Amonestado | 79'   | Juan Foyth         |
| Amonestado | 90+3' | Nicolás Tagliafico |

| Amonestado | 16'   | Jean Beausejour |
| Amonestado | 26'   | Arturo Vidal    |
| Amonestado | 45+1' | Erick Pulgar    |

| Expulsado | 37' | Lionel Messi |

| Expulsado | 37' | Gary Medel |

| Árbitro             | Mario Díaz de Vivar |
| Árbitros asistentes | Eduardo Cardozo     |
| Árbitros asistentes | Darío Gaona         |
| Cuarto Árbitro      | Gery Vargas         |
| VAR                 | Diego Haro          |
| Asistentes VAR      | Andrés Rojas        |
| Asistentes VAR      | Jonny Bossio        |
| Observador VAR      | Mauricio Espinosa   |
| Asesor de Árbitros  | Ubaldo Aquino       |

| 1          | Guardameta     | Franco Armani      |     |
| 2          | Defensa        | Juan Foyth         |     |
| 3          | Defensa        | Nicolás Tagliafico |     |
| 6          | Defensa        | Germán Pezzella    |     |
| 17         | Defensa        | Nicolás Otamendi   |     |
| 5          | Centrocampista | Leandro Paredes    |     |
| 16         | Centrocampista | Rodrigo De Paul    |     |
| 20         | Centrocampista | Giovani Lo Celso   | 90' |
| 9          | Delantero      | Sergio Agüero      | 81' |
| 10         | Delantero      | Lionel Messi       |     |
| 21         | Delantero      | Paulo Dybala       | 67' |
| Entrenador | Entrenador     | Lionel Scaloni     |     |

| 1          | Guardameta     | Gabriel Arias    |     |
| 4          | Defensa        | Mauricio Isla    |     |
| 5          | Defensa        | Paulo Díaz       |     |
| 15         | Defensa        | Jean Beausejour  |     |
| 17         | Defensa        | Gary Medel       |     |
| 18         | Defensa        | Gonzalo Jara     | 50' |
| 8          | Centrocampista | Arturo Vidal     |     |
| 13         | Centrocampista | Erick Pulgar     |     |
| 20         | Centrocampista | Charles Aránguiz | 83' |
| 7          | Delantero      | Alexis Sánchez   | 17' |
| 11         | Delantero      | Eduardo Vargas   |     |
| Entrenador | Entrenador     | Reinaldo Rueda   |     |

| 11 | Centrocampista | Ángel Di María    | 67' |
| 19 | Delantero      | Matías Suárez     | 81' |
| 13 | Defensa        | Ramiro Funes Mori | 90' |

| 19 | Delantero | Junior Fernandes  | 17' |
| 3  | Defensa   | Guillermo Maripán | 50' |
| 9  | Delantero | Nicolás Castillo  | 83' |

| Anotado | 12' | Sergio Agüero | 1-0 |
| Anotado | 22' | Paulo Dybala  | 2-0 |

| Anotado · Penal | 59' | Arturo Vidal | 2-1 |

| Amonestado | 57'   | Germán Pezzella    |
| Amonestado | 63'   | Leandro Paredes    |
| Amonestado | 79'   | Juan Foyth         |
| Amonestado | 90+3' | Nicolás Tagliafico |

| Amonestado | 16'   | Jean Beausejour |
| Amonestado | 26'   | Arturo Vidal    |
| Amonestado | 45+1' | Erick Pulgar    |

| Expulsado | 37' | Lionel Messi |

| Expulsado | 37' | Gary Medel |

| Árbitro             | Mario Díaz de Vivar |
| Árbitros asistentes | Eduardo Cardozo     |
| Árbitros asistentes | Darío Gaona         |
| Cuarto Árbitro      | Gery Vargas         |
| VAR                 | Diego Haro          |
| Asistentes VAR      | Andrés Rojas        |
| Asistentes VAR      | Jonny Bossio        |
| Observador VAR      | Mauricio Espinosa   |
| Asesor de Árbitros  | Ubaldo Aquino       |

| Estadísticas      | Bandera de Argentina | Bandera de Chile |
| Tiros             | 15                   | 4                |
| Tiros a puerta    | 6                    | 3                |
| Faltas            | 21                   | 18               |
| Saques de esquina | 4                    | 1                |
| Penaltis          | 0                    | 1                |
| Fueras de juego   | 1                    | 2                |
| Posesión de balón | 38%                  | 62%              |